# Publius Coelius Apollinaris
Pour l’article homonyme, voir Publius Coelius Apollinaris (consul en 169).
Publius Coelius Apollinaris  (fl. 111) est un homme politique de l'Empire romain.

## Biographie
Il est le fils d'un Publius Coelius et de sa femme Ulpia ou Traia, cousine germaine de Trajan.
Il est consul suffect en 111.
Il s'est marié avec Vibullia, fille de Lucius Vibullius Pius, né à Corinthe, Achaïe, agonothète dans Corinthe, Achaïe, et petite-fille paternelle de Lucius Vibullius Saturninus, arrière-arrière-petit-fils paternel de Lucius Vibullius Rufus. Ils sont les parents de Publius Coelius Balbinus Vibullius Pius.